# Terra (Nouch)
Terra is een muurschildering van een gigantische 'ballonhoofd' gevuld met smogetende konijnen, op de kopgevel van gebouw 6 van de Technische Faculteit aan de Italiaanse Universiteit van Palermo. Het 23 meter hoge milieuvriendelijke werk is gemaakt door de Nederlandse kunstenaar Nouch. Het is het vierde en tot dan toe grootste werk in het kader van Nouchs Clean art-project waarin smogetende monsters verbeeld worden met luchtzuiverende verf (Airlite-verf) en van roetdeeltjes gemaakte inkt (Air-ink), milieuvriendelijke materialen die bijdragen aan een schonere lucht.

## Boodschap
Zoals in alle werken van Nouchs Clean art-project, wordt met Terra de oppervlakkige wijze waarop men met hun omgeving omgaat aan de kaak gesteld. Door de combinatie van liefelijke en angstaanjagende monsters poogt ze het publiek tot nadenken te brengen over hun relatie met natuur en milieu. Het gebruik van milieuvriendelijke materialen die bovendien het lucht schoner zou maken, onderbouwd deze boodschap.
Het werk werd onthuld op 22 april 2022, de internationale Dag van de Aarde. Het werk was mogelijk gemaakt met de steun van de Universiteit van Palermo, het Siciliaanse culturele centrum, de Nederlandse ambassade aldaar en de vereniging Female Cut. Nouch benadrukte tijdens de onthulling het belang van gemeenschapsbetrokkenheid en de rol van kunst in het bevorderen van een duurzamere wereld.